# Moscatelli di Castelvetere
I marchesi Moscatelli di Castelvetere furono una nobile famiglia italiana.

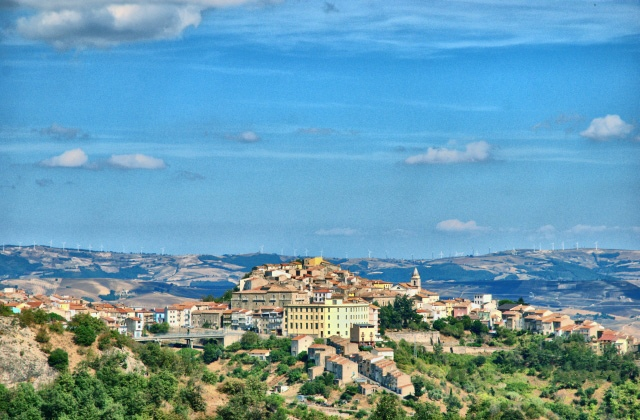
Castelvetere in Val Fortore

## Storia

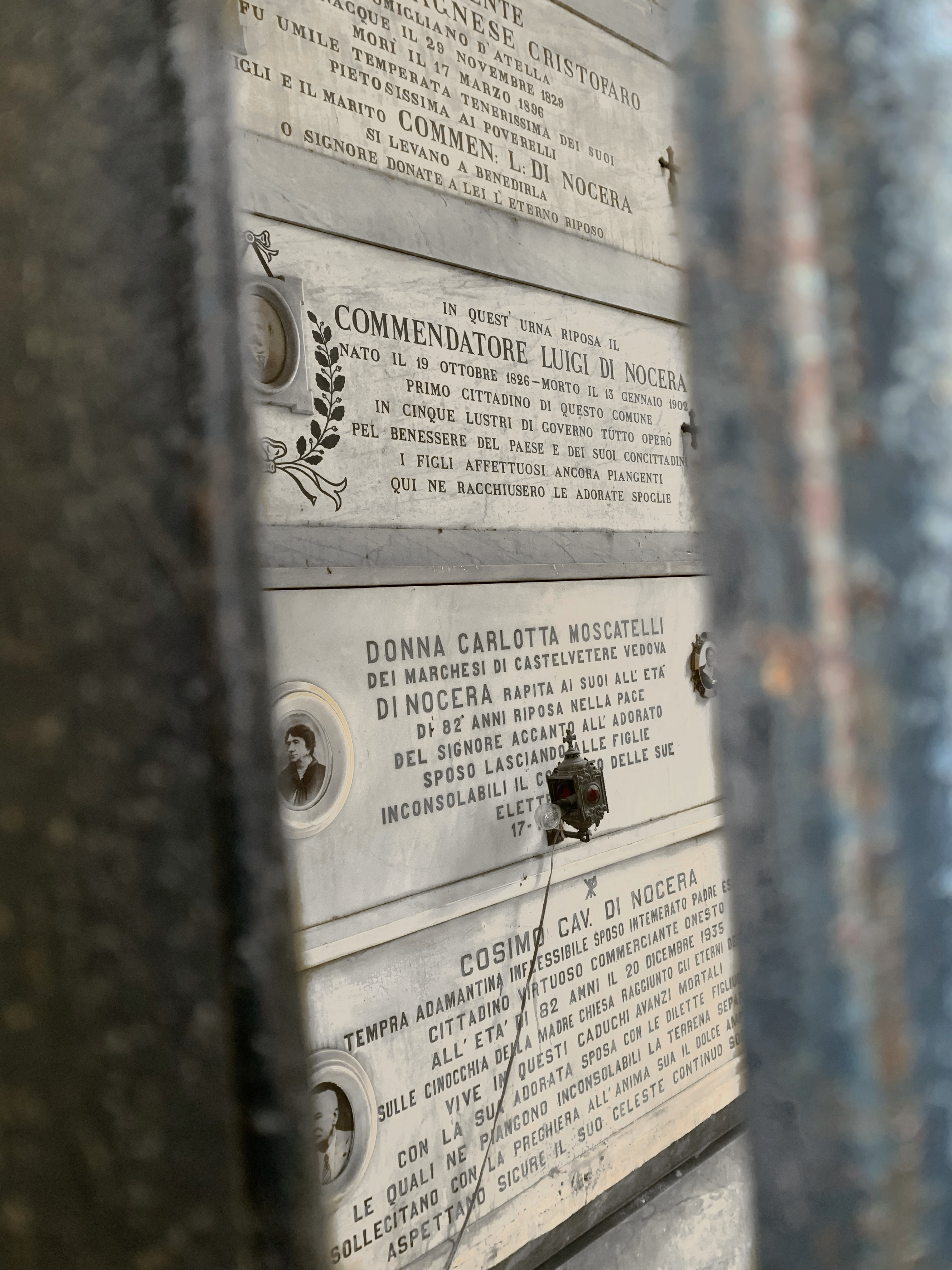
Epitaffio di donna Carlotta tra il suocero Luigi di Nocera e il marito Cosmo di Nocera

Don Nicola Moscatelli fu insignito del titolo di marchese di Castelvetere, in data 24 agosto 1693 da re Carlo II di Spagna. Il titolo fu in seguito riconosciuto dall’ordinamento del Regno delle Due Sicilie sia il 28 ottobre 1834 che il 12 gennaio 1860, conferendo alla casata altresì la prerogativa di marchese sul cognome. Con Regio Rescritto del 10 aprile 1858, inoltre, la famiglia fu dichiarata da Ferdinando II delle Due Sicilie di nobiltà tale da avere la facoltà di fondare un maggiorato in favore del primogenito del marchese don Carlo Moscatelli. Ultime eredi del casato furono Elisabetta, in Farina (senza eredi), Carlotta e Olga, ambedue in di Nocera, famiglia nella quale si sono estinti i Moscatelli.

## Membri illustri
- Don Nicola Moscatelli, feudatario di Castelvetere in Val Fortore dal 1689, ne divenne marchese in data 24 agosto 1693 per investitura di re Carlo II di Spagna.
- Don Carlo Moscatelli , marchese di Castelvetere, cui assieme agli altri congiunti fu accordata la facoltà di fondare un maggiorato in favore del figlio primogenito da Ferdinando II di Borbone[3].
- Don Antonio Moscatelli, marchese di Castelvetere, facoltoso possidente e presidente della Provincia di Campobasso. Fu consuocero del nobile Nicola Jelardi, nonno di Arturo e Carlo Jelardi[4][1].
- Don Carlo Moscatelli, marchese di Castelvetere, fu deputato nella XIV, XV e XVI legislatura del Regno d'Italia.
- Don Nicola Moscatelli, marchese di Castelvetere, successe al fratello Carlo, in assenza di eredi, nel titolo di marchese. Fu consuocero del conte Luigi di Nocera e suocero del nobile dei baroni on. Mattia Farina.

## Architetture
| Immagine | Struttura                      | Località                             | Costruzione  | Appaltatore           | Note |
| -------- | ------------------------------ | ------------------------------------ | ------------ | --------------------- | --- |
|          | Palazzo marchesale Moscatelli  | Castelvetere in Valfortore, Campania | 1650         | Don Nicola Moscatelli | Sito in via Roma, via Castello, corso V. Emanuele e via Noceto, il palazzo, di forma irregolare a tre piani, si adagia sul crinale di un dosso e ne segue l'andamento col singolare ingresso principale. La costruzione iniziò intorno al 1650 e fu completata verso il 1700 dai marchesi Moscatelli; nel corso degli anni e fino al 1970 subì numerosi rimaneggiamenti. |
|          | Cappella gentilizia Moscatelli | Castelvetere in Valfortore, Campania | XVIII secolo | Famiglia Moscatelli   | Annessa al Palazzo Moscatelli è la cappella gentilizia di stile neoclassico ad opera dell'arch. Antonio Francesconi. |